# Waldai-Klub

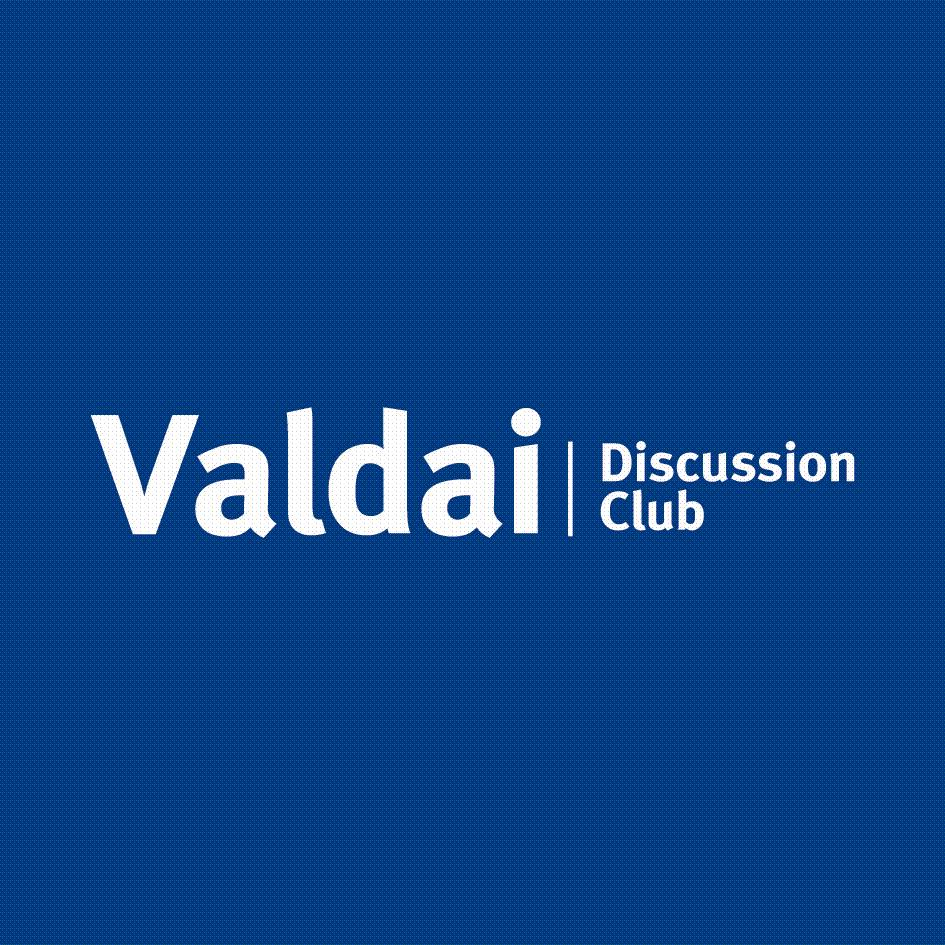
Logo

Der Waldai-Klub (russisch Международный дискуссионный клуб «Валдай» Meschdunarodny dikussionny klub „Waldai“), Internationaler Diskussionsklub „Waldai“ ist die Bezeichnung für ein seit 2004 jährlich im Herbst in Russland stattfindendes Treffen von Journalisten, Politikern, Experten/Wissenschaftlern und Personen des öffentlichen Lebens aus Russland und anderen Ländern. Die Plenartagungen beschäftigen sich mit der Politik Russlands, wobei jedes Jahr ein anderes Thema in den Mittelpunkt gestellt wird.

## Geschichte
Der Waldai-Klub tagte erstmals  im September 2004 in der Stadt Weliki Nowgorod, nördlich des namensgebenden Waldai-Höhenzugs. Die Initiatoren waren der Rat für Außen- und Verteidigungspolitik, die Presseagentur RIA Novosti, die Zeitung „The Moscow Times“ und die Zeitschriften „Russland in der Weltpolitik“ (russisch Россия в глобальной политике Rossija w globalnoi politike) und „Russia Profile“. Zwischen 2011 und 2014 wurden die Gründer durch die Fördergesellschaft zur Entwicklung und Unterstützung des Internationalen Diskussionsklubs „Waldai“ abgelöst.
Nach Angaben der Organisatoren waren von 2004 bis 2019 mehr als 1000 Experten/Wissenschaftler aus 71 Ländern beteiligt. Die Veranstaltungen erstreckten sich darüber hinaus auf weitere Orte bei Regionalkonferenzen des „Waldai“-Klubs in mehreren Dialog-Formaten: Asien-, Nahost-, Russland-China-, Euro-Atlantik-Dialog. Klubsitzungen fanden außerdem im Rahmen des Sankt Petersburger Wirtschaftsforums und des Östlichen Wirtschaftsforums in Wladiwostok statt.

## Chronologie der Orte und Plenartagungen
- Weliki Nowgorod (2004): „Russland zur Jahrhundertwende – Hoffnungen und Tatsachen“. Die Teilnehmer trafen sich mit Wladimir Putin.
- Schiffspassage (2005): Das zweite Treffen fand auf dem komfortablen Schiff „Alexander Radischtschew“ statt, auf dem Moskau-Wolga-Kanal von Moskau bis Twer und zurück. Das Thema der Konferenz: „Russland – ein politisches Kaleidoskop“.
- Moskau und Chanty-Mansijsk (2006): „Weltweite Energetik des 21. Jahrhunderts – Rolle und Platz Russlands“.
- Kasan und Sotschi (2007):  Es wurden etwa 100 Politiker und Journalisten aus 12 Ländern eingeladen, darunter der stellvertretende Ministerpräsident Russlands Sergei Borissowitsch Iwanow und das Oberhaupt der Russisch-Orthodoxen Kirche Patriarch Alexius II. Im Rahmen des Forums in Sotschi fand ein Treffen mit Wladimir Putin statt.
- Rostow am Don (2008): „Die Rolle Russlands in der weltweiten geopolitischen Revolution des 21. Jahrhunderts“. Das Treffen wurde vom Präsidenten Medwedew und Ministerpräsidenten Putin besucht.
- Jakutsk (2009): „Russland und der Westen – Vergangenheit und Zukunft“.
- Sankt Petersburg und Sotschi (2010)
- Kaluga und Moskau (2011): „Die Wahlen von 2011 und 2012 und die Zukunft Russlands: Szenarien für die nächsten 5 bis 8 Jahre“.
- Sankt Petersburg (2012): „Die Zukunft wird heute erschaffen: Szenarien für Russlands wirtschaftliche Entwicklung“
- Gebiet Nowgorod (2013): „Russlands Vielfalt für die gegenwärtige Welt“. In seiner Rede warf Wladimir Putin dem Westen vor, die grundlegenden moralischen Werte der christlichen Kultur zu verraten, welche die Grundlagen ihrer Zivilisation darstellten.[2]

Von 2014 bis 2019 fanden die Jahrestagungen jeweils im Oktober in Sotschi statt.
- 2014: „Weltordnung: Neue Regeln oder ein Spiel ohne Regeln?“ Der russische Präsident hielt eine Ansprache, die sich vor allem mit Fragen der Außenpolitik befasste und schwere Vorwürfe gegen die USA enthielt.
- 2015: „Sicherheit und die Probleme des Krieges“, „Der Staat in der modernen Welt“, „Globalisierung und Regionalisierung“, „Wie sich die globale Umwelt verändert“, „Globale Alternativen“ sowie „Eurasien“.
- 2016: „Eurasien im 21. Jahrhundert: Eine neue Rolle für Russland und neue Perspektiven“
- 2017: „Eurasien und Asien: Entwicklung in einer sich rasch wandelnden Welt“
- 2018: “Russland: Agenda für das 21. Jahrhundert”. Unter anderem wurde in der Vorbereitung des Plenums über das Führen eines Atomkriegs diskutiert, wobei Andrei Fursenko, Assistent des russischen Präsidenten eine zukünftige Gefahr mehr bei „genetischer Kriegsführung“ sah. Putin nahm diese Aussagen auf und sprach davon, dass es „alarmierende“ Berichte gebe.[3] Im Unterschied zu früheren Jahren saß Präsident Wladimir Putin beim Podium nicht bei den anderen Teilnehmern, sondern wurde zum größten Teil alleine befragt, wobei aufgrund der Einblendungen auf Bildschirmen ersichtlich war, dass das ganze Interview einem genauen Drehbuch folgte. Die Zeitung Kommersant kritisierte, dass der Moderator dem Präsidenten dessen eigene früheren Zitate als Stichworte vorgab für selbstreferenzierende Zirkelschlüsse.[4]
- 2019: „Die Morgenröte des Ostens und die politische Weltordnung.“
- 2020 fand die Tagung wegen der Corona-Pandemie als Videokonferenz und mit verringerter Teilnehmerpräsenz in Moskau statt. Das Thema: „Lehren aus der Pandemie und eine neue Agenda: Wie die globale Krise in Chancen für den Frieden verwandelt werden kann.“[5]
- 2021: Die Tagung  18.–21. Oktober 2021 in Sotschi umfasste mehr als 15 Sitzungen, Thema: „Globaler Umbruch – XXI: Mensch, Werte, Staat.“[6] darunter Veranstaltungen mit dem Außenminister der Russischen Föderation, Sergei Lawrow, und dem Oberbürgermeister Moskaus, Sergei Sobjanin. Präsident Wladimir Putin behauptete, in einer Reihe westlicher Länder sei die Debatte über die Rechte von Männern und Frauen zu einem völligen Hirngespinst geworden. Er schilderte seine Sicht auf die vermeintliche westliche Tendenz, alte Traditionen über Bord zu werfen. Er sah im westlichen „Neusprech“ eine Renaissance des sowjetischen Kulturregimes der 1920er Jahre. Wer wage zu behaupten, es gäbe Männer und Frauen, und das sei eine biologische Tatsache, würde regelrecht geächtet werden. Im Westen wäre die Rede von „Elternteil Nummer eins“ und „Elternteil Nummer zwei“, „gebärender Elternteil“ anstelle von „Mutter“, der Begriff „Muttermilch“ sei verboten und durch „menschliche Milch“ ersetzt worden.[7]
- 2022 lautete das Thema des XIX. „Waldai“-Treffens: „Eine posthegemoniale Welt: Gerechtigkeit und Sicherheit für alle“. Den Vorsitz des Panels führte Fjodor Lukjanow, Chefredakteur von Russia in Global Affairs. Die Konferenz hatte mehr als 110 Teilnehmer aus 41 Ländern mit einer Rede von W. Putin.[8]

- 2023 fand die XX. (Jubiläums-)Jahrestagung des Internationalen Diskussionsklubs „Waldaj“ unter dem Thema: „Gerechte Multipolarität: Wie können Sicherheit und Entwicklung für alle gewährleistet werden?“ vom 2. bis  5. Oktober 2023 in Sotschi statt. An dem Treffen nahmen 140 Experten, Politiker und Diplomaten aus 42 Ländern Eurasiens, Afrikas, Nord- und Südamerikas teil.[9] Auf dem Podium der Plenarsitzung am 5. Oktober moderierte Fjodor Lukjanow, Wissenschaftlicher Direktor im Klub, die Teilnahme des Präsidenten Russlands, W. Putin (Rede, Interview, Antworten auf Gästefragen).[10]